# BMW Sauber F1.06
BMW Sauber F1.06 – bolid teamu BMW Sauber na sezon 2006. Samochód został zaprezentowany 16 stycznia 2006 roku na torze Ricardo Tormo w Walencji. Samochód zadebiutował podczas wyścigu o Grand Prix Bahrajnu.

## Wyniki
| Legenda oznaczeń w tabelach wyników Wyświetl szablon na nowej stronie | Legenda oznaczeń w tabelach wyników Wyświetl szablon na nowej stronie                                                                     |
| Oznaczenie                                                            | Wyjaśnienie |
| --------------------------------------------------------------------- | --- |
| Złoty                                                                 | Zwycięzca lub mistrzostwo |
| Srebrny                                                               | 2. miejsce lub wicemistrzostwo |
| Brązowy                                                               | 3. miejsce lub II wicemistrzostwo |
| Zielony                                                               | Ukończył, punktował (w klasyfikacji generalnej, gdy zdobył co najmniej jeden punkt na przestrzeni sezonu, poza trzema powyższymi opcjami) |
| Niebieski                                                             | Ukończył, nie punktował (w klasyfikacji generalnej, gdy nie zdobył co najmniej jednego punktu na przestrzeni sezonu)                      |
| Czerwony                                                              | Nie zakwalifikował się (NZ) |
| Czerwony                                                              | Nie prekwalifikował się (NPK) |
| Różowy                                                                | Nie ukończył (NU) |
| Różowy                                                                | Niesklasyfikowany (NS) (w klasyfikacji generalnej, gdy nie został sklasyfikowany w żadnym wyścigu sezonu)                                 |
| Czarny                                                                | Zdyskwalifikowany (DK) |
| Czarny                                                                | Wykluczony (WYK/EX) |
| Biały                                                                 | Nie wystartował (NW) |
| Biały                                                                 | Kontuzjowany (K/INJ) |
| Biały                                                                 | Wyścig odwołany (OD/C) |
| Bez koloru                                                            | Został wycofany (WYC/WD) |
| Bez koloru                                                            | Nie przybył (NP/DNA) |
| Bez koloru                                                            | Nie brał udziału w treningach (NT/DNP) |
| Bez koloru                                                            | Nie został zgłoszony (–) |
| Pogrubienie                                                           | Start z pole position |
| Kursywa                                                               | Najszybsze okrążenie wyścigu |
| †                                                                     | Nie ukończył, ale jego rezultat został zaliczony ze względu na przejechanie więcej niż 90% dystansu wyścigu.                              |
| *                                                                     | Sezon w trakcie |
| 1/2/3                                                                 | Punktowana pozycja w sprincie kwalifikacyjnym                                                                                             |
| Lista systemów punktacji Formuły 1                                    | |

| Sezon | Konstruktor | Kierowcy           | Wyniki | Wyniki | Wyniki | Wyniki | Wyniki | Wyniki | Wyniki | Wyniki | Wyniki | Wyniki | Wyniki | Wyniki | Wyniki | Wyniki | Wyniki | Wyniki | Wyniki | Wyniki |
| 2006  |             |                    | BHR    | MYS    | AUS    | SMR    | EUR    | ESP    | MCO    | GBR    | CAN    | USA    | FRA    | DEU    | HUN    | TUR    | ITA    | CHN    | JPN    | BRA    |
| ----- | ----------- | ------------------ | ------ | ------ | ------ | ------ | ------ | ------ | ------ | ------ | ------ | ------ | ------ | ------ | ------ | ------ | ------ | ------ | ------ | ------ |
| 2006  | BMW Sauber  | Nick Heidfeld      | 12     | NU     | 4      | 13     | 10     | 8      | 7      | 7      | 7      | NU     | 8      | NU     | 3      | 14     | 8      | 7      | 8      | 17     |
| 2006  | BMW Sauber  | Jacques Villeneuve | NU     | 7      | 6      | 12     | 8      | 12     | 14     | 8      | NU     | NU     | 11     | NU     |        |        |        |        |        |        |
| 2006  | BMW Sauber  | Robert Kubica      |        |        |        |        |        |        |        |        |        |        |        |        | DK     | 12     | 3      | 13     | 9      | 9      |